# 猪熊兼年
猪熊 兼年（いのくま かねとし）は、日本の神職。

## 生涯
1943年（昭和18年）、猪熊兼幹の三男として誕生。愛媛大学文理学部を卒業後、白鳥神社に奉職する。
1969年（昭和44年）、父・兼幹の帰幽に伴い、同社宮司に就任した。
1981年（昭和56年）には奉賛会を結成し、境内施設の新改築工事を実施させた。
2005年（平成17年）、町おこしボランティアサークル「こま犬会」のメンバーとして、「日本一低い山」御山を開山した。

## 家族・親族
- 曽祖父：猪熊夏樹
- 祖父：猪熊浅麻呂
- 父：猪熊兼幹
- 叔父：猪熊兼繁[4]
- 従兄：猪熊兼勝
- 従甥：猪熊兼樹[5]

## 著作
- （共著）坂口友太郎『白鳥神社誌』白鳥神社、2002年。

### 書籍
- 神社新報社 編『神道人名辞典』神社新報社、1986年。
- 猪熊兼年「十　宮司　総代役員名簿」『白鳥神社誌』坂口友太郎・猪熊兼年共著、白鳥神社、2002年。

### ウェブサイト
- 「日本一低い」謎の山が二つ? 理由はっきり、山とは何かを探った - ウェイバックマシン（2022年1月11日アーカイブ分） - 『朝日新聞デジタル』吉田博行、2022年1月11日。